# 絕世情歌
《絕世情歌》（英語：One Headlight），是一部於2019年上映的音樂旅行電影，由王柏傑、李毓芬、莊晴晴、李李仁、楊千霈領銜主演，2019年12月6日於台灣上映。

## 演員列表

### 主要演員
| 演員姓名 | 角色名稱 | 介紹 |
| 王柏傑   | 邱文凱   |      |
| 李毓芬   | 菲       |      |
| 莊晴晴   | 小葉子   |      |
| 李李仁   | 黎河     |      |
| 楊千霈   | 邱文惠   |      |

### 其他演員
| 演員姓名 | 角色名稱 | 介紹 |
| 呂雪鳳   | 厚生母親 |      |
| 陳博正   | 厚生父親 |      |
| 孫自佑   | 廣淳     |      |
| 王樂妍   | 韻玲     |      |
| 黃靖倫   | 厚生     |      |
| 郭言雋   | 大管     |      |

## 外部連結
- MM2 Entertainment Taiwan的Facebook專頁